# Маловишерски рејон
Маловишерски рејон (рус. Маловишерский район) административно-територијална је јединица другог нивоа и општински рејон у северном делу Новгородске области, на северозападу европског дела Руске Федерације.
Административни центар рејона је град Малаја Вишера. Према проценама националне статистичке службе Русије за 2014, на територији рејона је живело 16.432 становника или у просеку око 5,2 ст/км².

## Географија
Маловишерски рејон смештен је у северном делу Новгородске области, на прелазу из благо заталасаног Валдајског побрђа на истоку у пространу и ниску Прииљмењску низију на југозападу и западу. Обухвата територију површине 3.280,98 км² и по том параметру налази се на 3. месту међу 21 рејоном у области. Граничи се са Новгородским рејоном на западу, на северозападу је Чудовски, на југу и југоистоку су Крестечки и Окуловски, док је на истоку Љубитински рејон. На крајњем северу налази се краћа административна граница са Лењинградском облашћу.
Најважнији водоток на територији рејона је река Мста (притока језера Иљмењ) која протиче јужним делом рејона у смеру северозапад-југоисток. Северни и западни делови рејона припадају басену реке Волхов (отока језера Иљмењ) према којој се одводњавају преко њених притока Оскује и Вишере. Река Вишера свој ток и почиње на територији Маловишерског рејона, а настаје спајањем Велике и Мале Вишере.
Под шумама је око 70% рејонске територије.

## Историја
Маловишерски рејон успостављен је 1927. као административна јединица унутар Новгородског округа тадашње Лењинградске области. У границама Новогородске области налази се од њеног оснивања 1944. године.

## Демографија и административна подела
Према подацима пописа становништва из 2010. на територији рејона је живело укупно 17.785 становника, док је према процени из 2014. ту живело 16.432 становника, или у просеку 5,2 ст/км². По броју становника Маловишерски рејон се налази на 8. месту у области.
| 1959. | 1970. | 1979. | 1989.  | 2002.  | 2010.  | 2014.   |
| ----- | ----- | ----- | ------ | ------ | ------ | ------- |
| ---   | ---   | ---   | 25.167 | 21.713 | 17.785 | 16.432* |

Напомена: * Према процени националне статистичке службе.
На подручју рејона постоји укупно 131 сеоско насеље, а рејонска територија је подељена на 4 другостепене општине (једна урбана и 3 сеоске). Административни центар рејона је град Малаја Вишера у ком живи око 70% од укупне рејонске популације.